# 清廉県
清廉県（せいれん-けん）は中華人民共和国山西省にかつて存在した県。現在の運城市垣曲県南東部に相当する。
南北朝時代、北魏により設置された。627年（貞観元年）、唐朝により廃止された。